# Saint-Trimoël
Saint-Trimoël (tiếng Breton: Sant-Rivoued) là một xã của tỉnh Côtes-d’Armor, thuộc vùng Bretagne, tây bắc Pháp.

## Dân số
Người dân ở Saint-Trimoël được gọi là Trimoeliens.